# Utopia para Realistas
Utopia para Realistas: Em defesa do rendimento básico incondicional, da livre circulação de pessoas e de uma semana de trabalho de 15 horas é um livro do historiador popular holandês Rutger Bregman. O livro foi originalmente escrito como artigos em holandês para um jornal virtual, De Correspondent, e desde então foi compilado e publicado, e traduzido para vários idiomas. Oferece uma proposta crítica que afirma ser uma abordagem prática para reconstruir a sociedade moderna para promover uma vida mais produtiva e equitativa com base em três ideias centrais:
- um rendimento básico universal e incondicional pago a todos
- uma semana de trabalho curta de quinze horas
- fronteiras abertas em todo o mundo com a livre circulação de cidadãos entre todos os estados

## Tese

### Fundamentação
Como resultado do avanço do comércio internacional e da ciência económica nas últimas décadas, a globalização transformou radicalmente a ordem social e económica tradicional de nações menores e conectadas para uma nova economia mundial que, embora já comprovadamente capaz de resgatar milhões de pessoas da pobreza, poderia estender-se a toda a espécie humana.
No entanto, o novo sistema global compensa injustamente alguns países ricos, e, com a substituição progressiva do capital humano por automação e robótica, também gerou um aumento da desigualdade, tanto entre a comunidade investidora quanto a sua força de trabalho dentro dos Estados do G20, bem como entre os países desenvolvidos e os seus vizinhos em desenvolvimento.

### Justificação
Cada ideia é apoiada por vários estudos académicos e evidências anedóticas, incluindo inúmeras histórias de sucesso, citando o plano de 1968 de Richard Nixon para um rendimento básico para os americanos, o projeto Mincome na cidade canadiana de Dauphin, Manitoba, que "eliminou a pobreza" e reduziu taxas de hospitalização, e o sucesso percebido do Acordo de Schengen.

## Receção
Na sua crítica para o The Independent, Caroline Lucas descreveu o livro como um "virador de páginas brilhantemente escrito e pouco ortodoxo".
Escrevendo para o The Observer, Will Hutton disse: "Você pode não sonhar os mesmos sonhos que Bregman - mas ele convida você a levar os sonhos a sério. Só por isso, vale a pena ler este livro."